# Дольнератненский замок
Дольнератненский замок (пол. Zamek w Ratnie Dolnym, нем. Schloss Niederrathen) — замок в деревне Ратно-Дольне гмины Радкув Клодзского повята Нижнесилезского воеводства в Польше. Частично поврежден во время пожара в 1998 году, замок в наше время приходит в упадок.

## История
Замок был построен в последние десятилетия XV века. В 1563 году строительство замка продолжил Бальцер фон Райхенбах. В 1645 году, во время Тридцатилетней войны, здание было разрушено. После разрушения замок в 1675 году купил Даниэль Пасхасиус фон Остерберг (род), который его отстроил, несколько повысив и оборудовав аттики. Он также построил новое здание в северо-восточной части двора. Значительные изменения были сделаны во второй половине XIX века, когда было построено стройную западную башню, перестроен въездной двор, а также около 1896 года модернизированы интерьеры.
После 1945 года замок использовался как дом отдыха. В 1972 и 1985 годах был осуществлен его косметический ремонт. В 1996 году замок стал частной собственностью. Зимой 1997/1998 годов в результате пожара уничтожена крыша и потолки. С того времени состояние замка постоянно ухудшалось.

## Архитектура
Замок — это трехэтажное оштукатуренное здание из камня и кирпича с мезонином, покрытое низкой двускатной крышей, построенное на четырехугольном плане, с небольшим внутренним двором. Скромные фасады сохранили фрагменты архитектурных деталей, часть оконных рам, рустовку углов и аттики. В центральном месте аттика южного фасада находится герб Вальдемара Джонстона, владельца замка с 1854 года с датой — 1872 год. Герб держат два льва. В некоторых комнатах внутри замка сохранились своды.
К замку прилегают террасные сады XVII века и старый зверинец, превращенный в ландшафтный парк в XIX веке. Рядом размещены хозяйственные постройки древнего поместья и два флигеля.

## Галерея

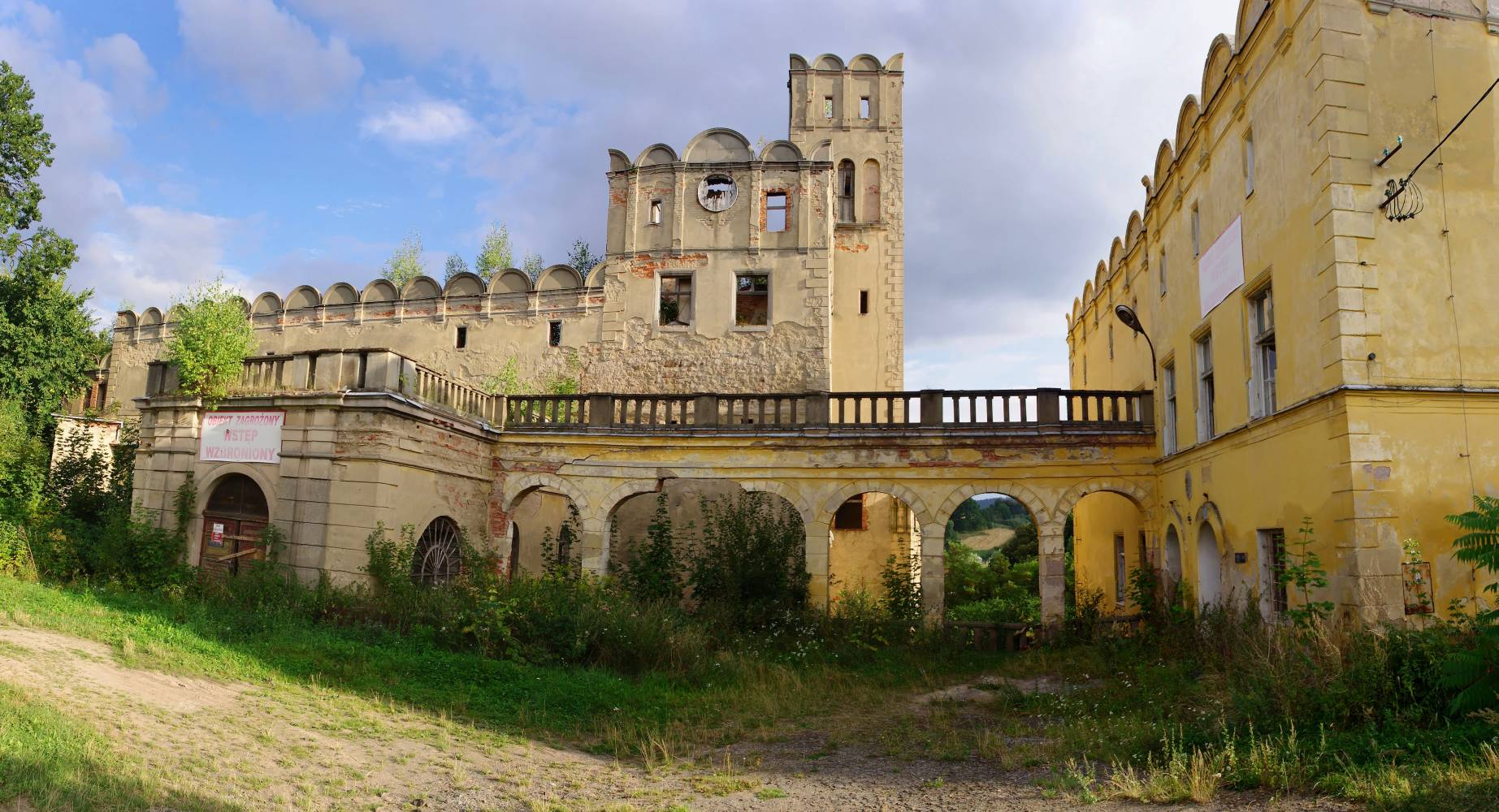
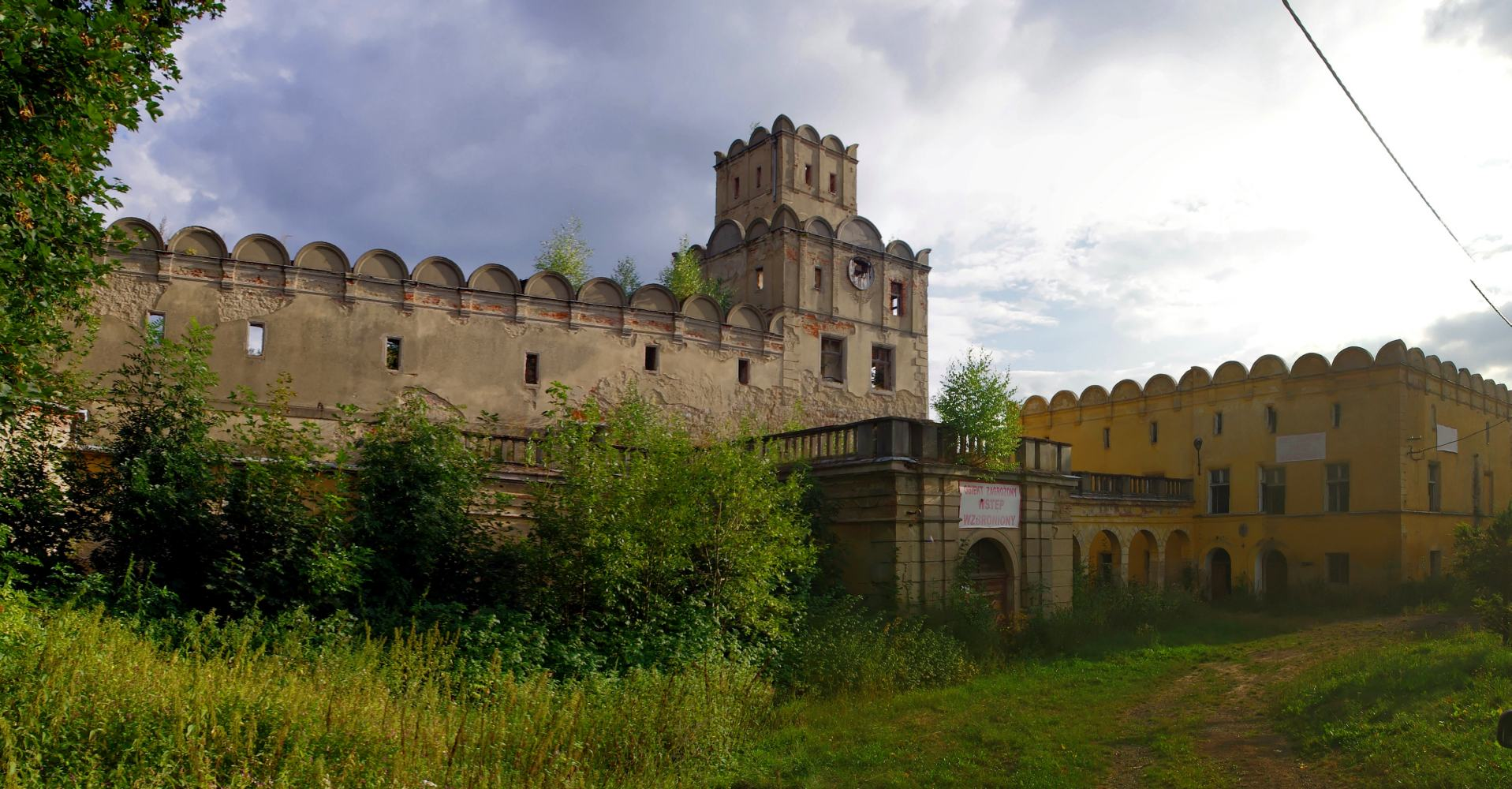
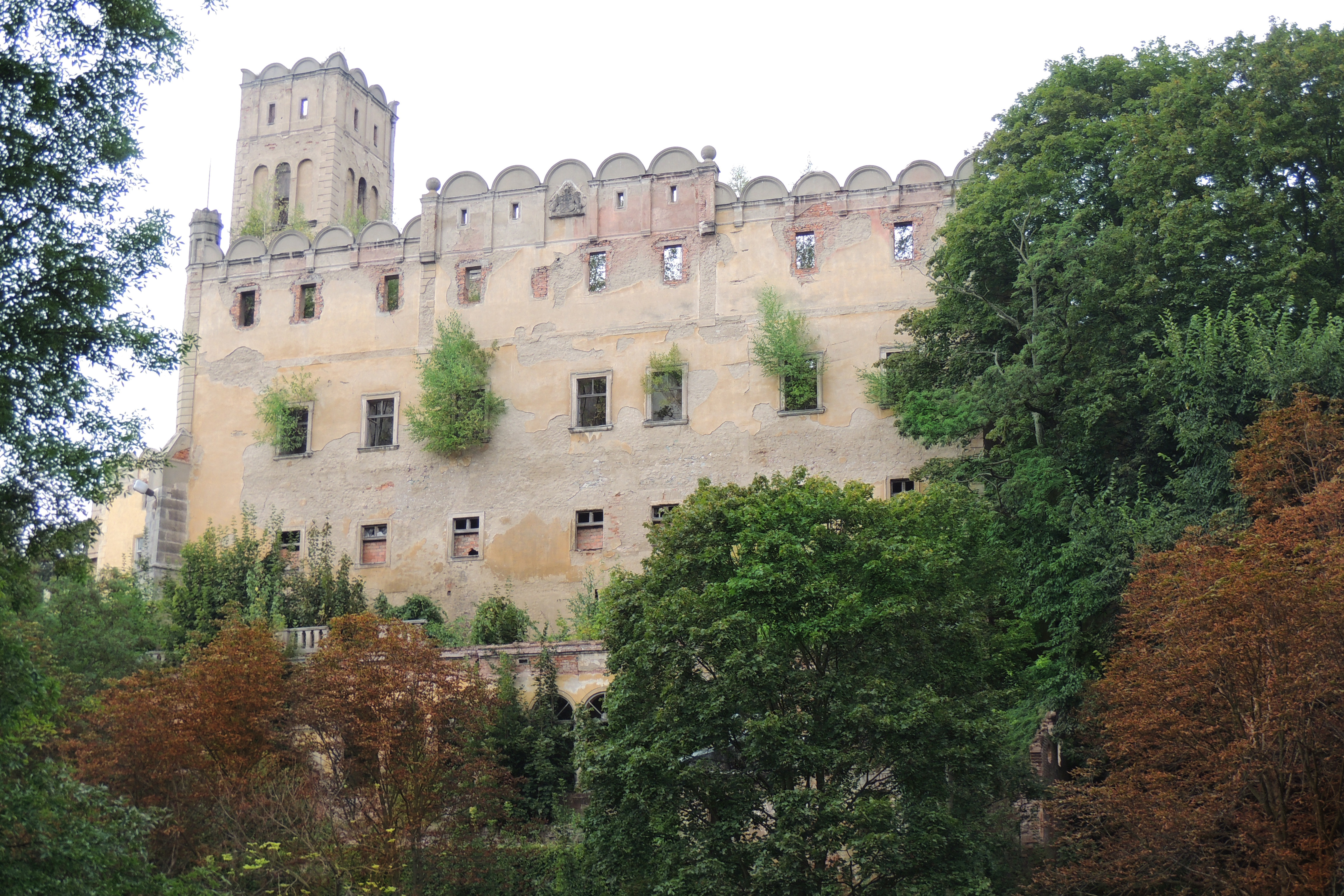
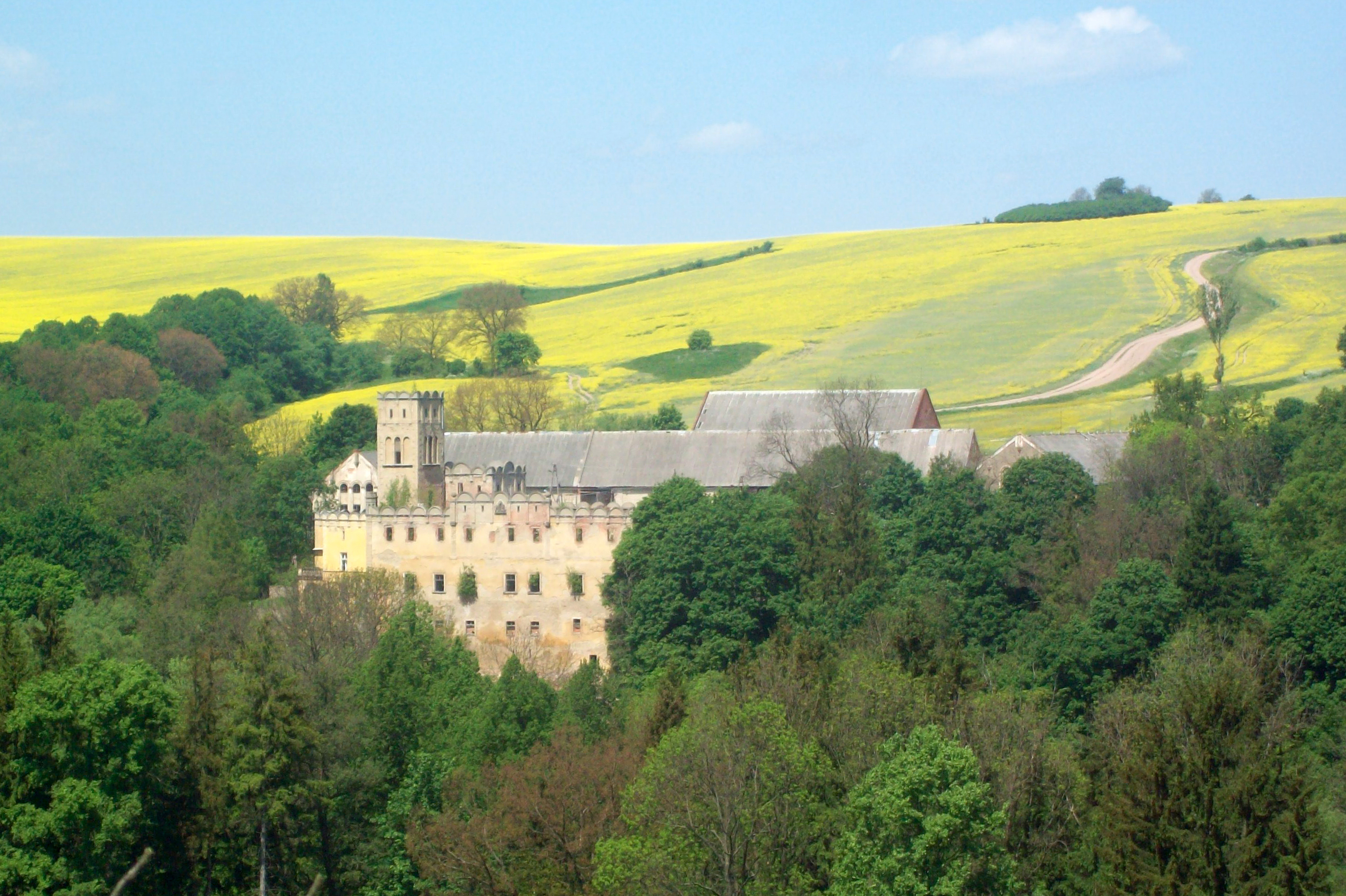
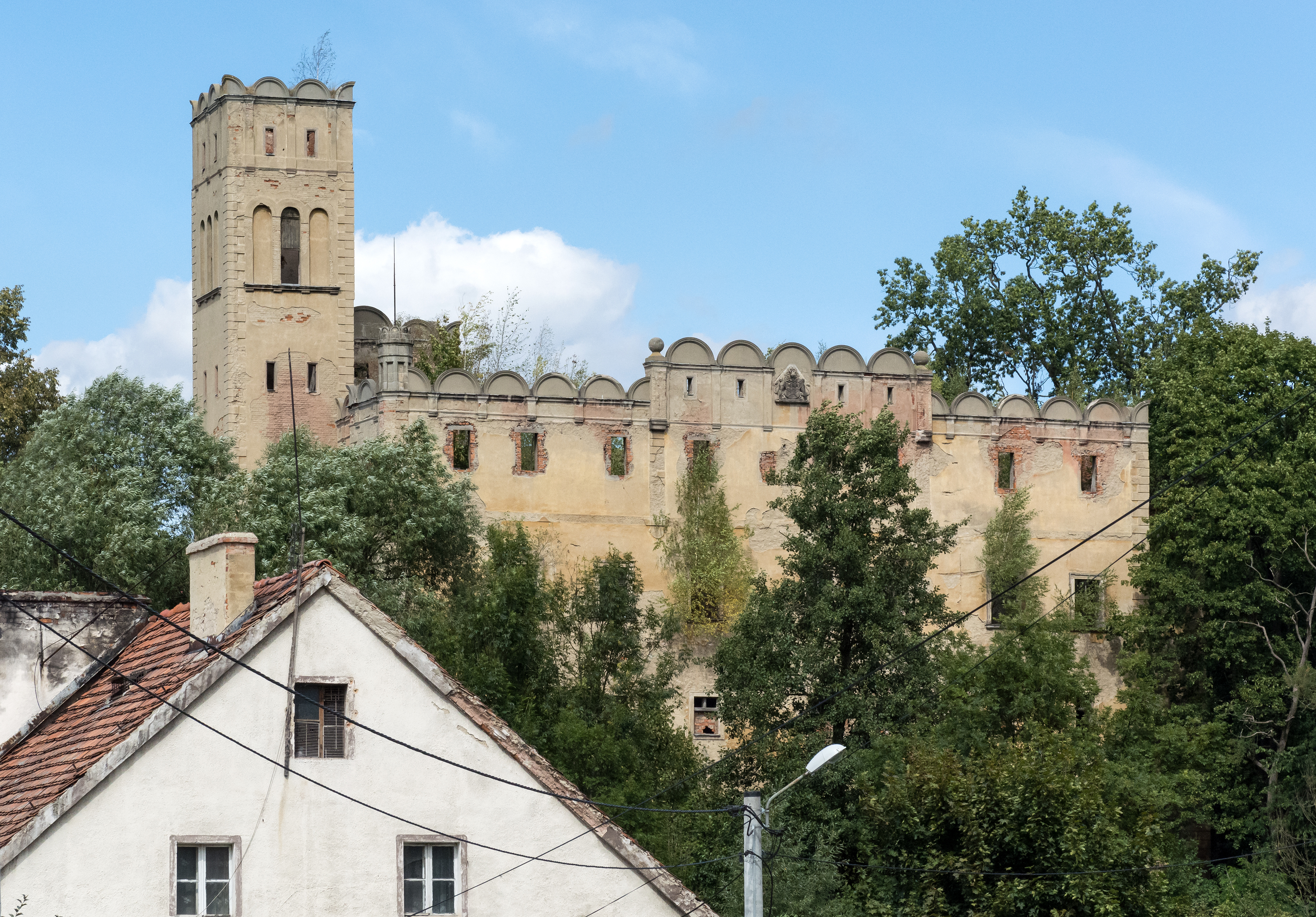